# Barri de Sant Pere (Terrassa)
Sant Pere és un barri de Terrassa que ocupa l'extrem sud-oriental del districte 5 o del Nord-oest, travessat pels torrents de Sant Lleïr, Vallparadís i Montner. Té una superfície de 0,61 km² i una població de 12.245 habitants el 2021.
Està limitat al nord per l'avinguda de l'Abat Marcet, al sud pel passeig Vint-i-dos de Juliol (l'antiga via del ferrocarril Barcelona-Manresa de la RENFE), a l'est per l'avinguda de Jaume I i a l'oest per la carretera de Rellinars.
Té un parell de parròquies als límits del barri: la de la Santa Creu a la carretera de Rellinars, que dona servei a la part oest del barri fins al carrer de Bartomeu Amat, i també als barris veïns del Torrent d'en Pere Parres, Can Roca i una part de Can Boada i del Poble Nou – Zona Esportiva; i la de la Mare de Déu del Carme, més moderna (1977) i tocant a l'avinguda de l'Abat Marcet, que dona servei a la part nord de Sant Pere i també a la part restant del Poble Nou – Zona Esportiva i al barri del Pla del Bon Aire. La part sud i est pertany a la parròquia de Sant Pere, de l'Antic Poble de Sant Pere.
La festa major és per la segona Pasqua. Un dels elements més curiosos d'aquesta celebració anual és el ball de la Papallona, una figura de bestiari creada el 1992 que llença aigua en comptes de foc.

## Història
Quan es va produir l'annexió a la ciutat del poble de Sant Pere de Terrassa el 1904, el nucli originari (el que avui és el barri anomenat l'Antic Poble de Sant Pere) es va estendre cap al nord, al llarg de la carretera de Matadepera i el carrer de la Llibertat, i va ocupar les terres d'en Sal·lari i d'en Vileta i dels antics masos de Can Tusell, Can Fatjó i Can Pous.

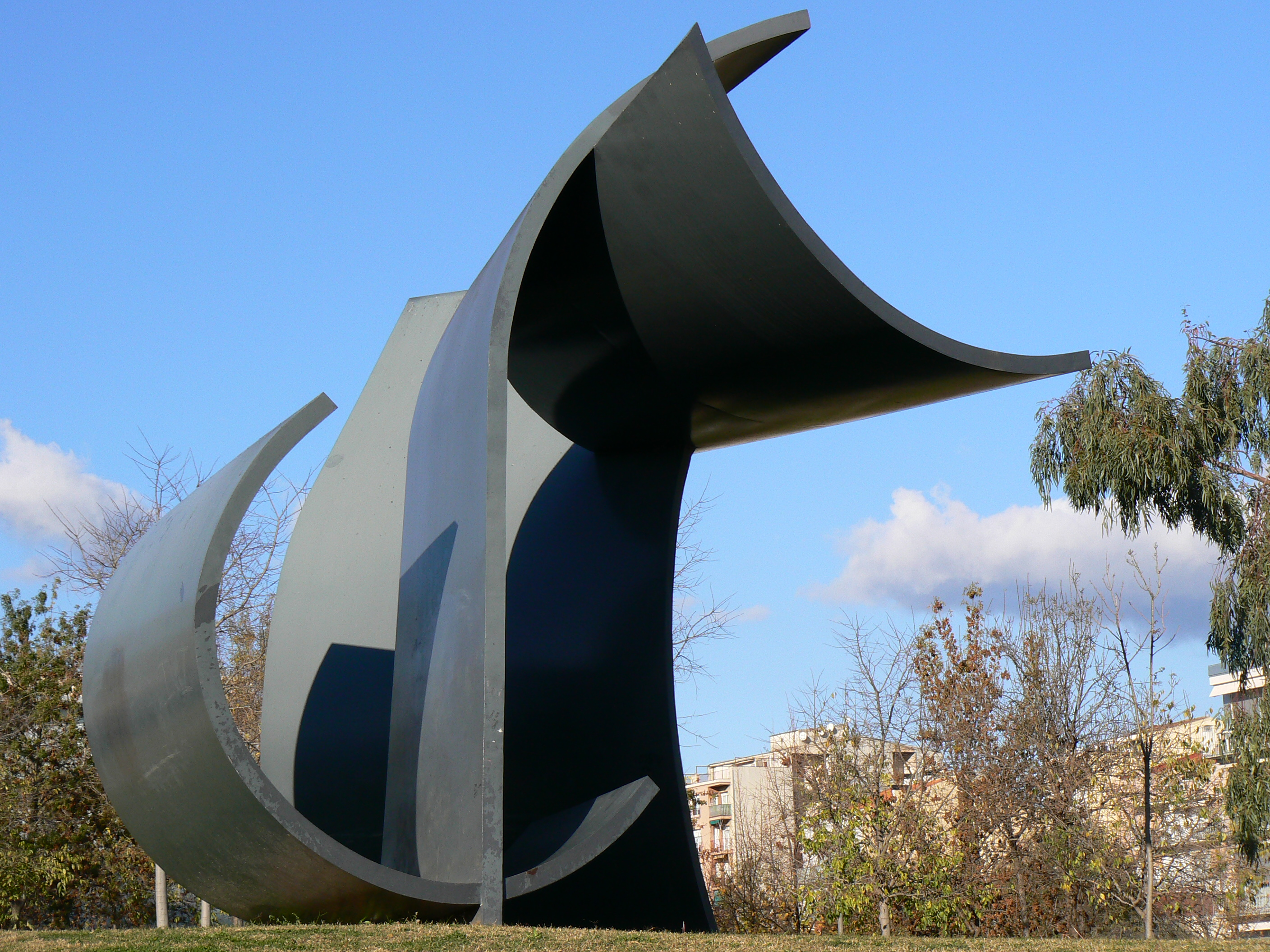
Homenatge a Malèvitx, de Jorge Oteiza, al parc del Nord

Amb la urbanització del carrer Ample i la construcció del mercat de Sant Pere a la plaça del Triomf el 1928 el centre econòmic es trasllada del nucli antic, més avall de la via del tren, a aquesta zona. Entorn d'aquest nou eix s'aixequen les típiques cases angleses de planta baixa i pis i més endavant blocs de pisos de construcció particular, que van configurant un dels barris amb més personalitat de la ciutat. El 1983 Sant Pere es convertirà definitivament en un barri separat del de l'Antic Poble de Sant Pere.
Més enllà de l'avinguda de Jaume I, el barri que començarà a rebre la primera immigració andalusa a la ciutat, durant la dècada del 1910, serà conegut més endavant com a Sant Pere Nord.

## Llocs d'interès
- El parc del Nord, inaugurat el maig del 1999 als terrenys que va deixar lliure el soterrament de les vies del ferrocarril a l'altura de l'estació.[4] És el parc més gran de Terrassa després del de Vallparadís, del qual depèn pel que fa a la gestió. S'hi aixeca l'escultura Homenatge a Malèvitx, de l'escultor basc Jorge Oteiza.[5]